# دانشگاه جامع علمی کاربردی
دانشگاه جامع علمی-کاربردی دانشگاهی نیمه دولتی وابسته به وزارت علوم، تحقیقات و فناوری است. تأسیس دانشگاه جامع علمی-کاربردی در مهرماه سال ۱۳۷۰ به تصویب رسیده است و امروزه بر اساس آمار وب سایت این دانشگاه، دارای حدود ۶۰۰ مرکز آموزشی در رشته‌های مختلف مهارتی در سراسر کشور دارد. حدود دویست مرکز آموزشی این دانشگاه در کلان‌شهر تهران قرار گرفته است. این دانشگاه که با هدف افزایش سطح مهارت شاغلین بخش‌های مختلف صنعتی و اقتصادی و افزایش مهارت‌های حرفه‌ای ایجاد شد و نسبت به برگزاری دوره‌های علمی کاربردی در مقاطع کاردانی، کارشناسی، کارشناسی ارشد  تلاش کرده است، در حال حاضر بیشتر در مقاطع کاردانی و کارشناسی برای دوره‌های کاردانی فنی، کاردانی حرفه ای، مهندسی فناوری و کارشناسی حرفه‌ای اقدام به پذیرش دانشجو می‌کند. بزودی روند ادغام دانشگاه جامع علمی کاربردی در دانشگاه پیام نور آغاز می شود.

## معرفی دانشگاه
دانشگاه جامع علمی - کاربردی یکی از دانشگاه‌های وابسته به وزارت علوم، تحقیقات و فناوری است که با هدف ارتقاء سطح مهارت شاغلین بخش‌های مختلف اقتصادی و افزایش مهارت‌های حرفه‌ای فارغ‌التحصیلان مرکز آموزش که فاقد تجربهٔ اجرایی می‌باشند تشکیل و با به‌کارگیری و سازمان‌دهی امکانات، منابع مادی و انسانی دستگاه‌های اجرایی، نسبت به برگزاری دوره‌های علمی–کاربردی در مقاطع کاردانی و کارشناسی اقدام می‌کند.
هدف دانشگاه، فراهم آوردن موجبات مشارکت سازمان‌ها و دستگاه‌های اجرایی دولتی و غیردولتی برای آموزش نیروی انسانی متخصص و مورد نیاز بخش‌های مختلف اقتصادی، اجتماعی و فرهنگی کشور می‌باشد به نحوی که دانش‌آموختگان بتوانند برای فعالیتی که به آن‌ها محول می‌شود، دانش و مهارت لازم را کسب نمایند.
دانشگاه جامع مسئولیت برنامه‌ریزی، سازمان‌دهی، پشتیبانی‌های کارشناسی، عملیاتی، اطلاعات و سیاست گذاری‌های کلان و نیز نظارت و ارزشیابی مراکز و موسسات علمی-کاربردی را برعهده دارد. مراکز و موسسات آموزش عالی علمی - کاربردی زیرنظر دانشگاه، رکن اجرایی آموزش‌های علمی - کاربردی و به قصد ارتقاء دانش کار و ایجاد مهارت‌های متناسب با حوزهٔ فعالیت شغلی افراد تأسیس شده است.
از تیرماه ۱۳۹۹، دانشگاه جامع علمی کاربردی بنا به رسالت خود در بحث آموزش‌های کوتاه مدت علمی کاربردی (شامل دوره‌های تک درس و تک‌پودمان و همچنین دوره‌های آزاد) به‌طور جدی وارد عمل شده و دفتر آموزش‌های کوتاه مدت علمی کاربردی را در این خصوص راه‌اندازی نموده است.

## اهداف آموزش‌های علمی - کاربردی
1. ایجاد بستر مناسب برای فعالیت همه‌جانبه (صنعتی، نظامی و دانشگاهی) در گسترش اعتلای دانش و پژوهش علمی-کاربردی کشور.
2. ارتقای شاخص‌های کمی و کیفی آموزش‌های کاربردی در جامعه.
3. فراهم‌سازی زیربنای مناسب به‌منظور به‌کارگیری توان دانش‌آموختگان دوره‌های نظری در حل مسائل کاربردی.
4. زمینه‌سازی زیربنای مناسب برای ایجاد انتقال فناوری نوین

## راه‌اندازی مقطع دکتری
سرپرست دانشگاه جامع علمی - کاربردی با تأکید بر این‌که پذیرش دانشجو در دانشگاه جامع علمی - کاربردی متوقف نمی‌شود، از ایجاد مقطع دکترا در این دانشگاه خبر داد.
با توجه به هدف اولیه از تأسیس این دانشگاه (که افزایش مهارت نیروهای فعال جامعه می‌باشد)، راه‌اندازی مقاطع کارشناسی ارشد و دکتری در این دانشگاه با انتقاداتی مواجه بود، اما موافقان معتقدند این دانشگاه می‌تواند در مقطع دکتری به شکل کاربردی و با هدف تربیت خبره وبا عنوان دکتری خبرگی یا DBA و از میان کارکنان و متخصصین دانشجو پذیرش نماید.

## رتبه و جایگاه دانشگاه جامع علمی کاربردی
دانشگاه جامع علمی کاربردی یکی از سازمانهای زیرمجموعه وزارت علوم و تحقیقات و فناوری بوده و مدرک آن مورد تأیید وزارت علوم، تحقیقات و فناوری است و قابل ترجمه و دارای اعتبار بین‌المللی می‌باشد. نظام آموزشی آن منطبق بر نظام جهانی آموزشهای علمی و کاربردی در دنیا پایه‌ریزی شده و اساس پایه‌ریزی آن نظام بخشی به دانشگاه‌های زیر مجموعه سایر وزارتخانه‌ها بوده و مصوبات گروه‌های درسی و سیلابس آن نیز امروز در سطح عالی در سایر دانشگاه‌های ایران اعم از دولتی و غیرانتفاعی مورد استفاده قرار می‌گیرد.
در رتبه‌بندی دانشگاه‌های کشور نیز دانشگاه جامع علمی کاربردی (شامل حدوداً ۶۰۰ مرکز تحت نظارت) تاکنون در رتبه ۱۸ دانشگاه‌های ایران از منظر علمی و رتبه ۹۲ دانشگاه‌های دنیا از منظر بررسی محبوبیت و رجوع به وبسایت قرار گرفته است.

## روسای دانشگاه جامع علمی کاربردی
رؤسای دانشگاه جامع علمی کاربردی از بدو تأسیس تا کنون به شرح زیر بوده‌اند:
- جواد فرهودی (عضو هیئت علمی|هیئت علمی دانشگاه  تهران) ۱۳۷۱ تا ۱۳۷۳[۴]
- علی‌اصغر توفیق (عضو هیئت علمی دانشگاه صنعتی امیرکبیر) ۱۳۷۳ تا ۱۳۸۰[۵]
- محمد حق‌پناهی (عضو هیئت علمی دانشگاه علم و صنعت) ۱۳۸۰ تا ۱۳۸۴[۶]
- حسین بلندی (عضو هیئت علمی دانشگاه علم و صنعت) ۱۳۸۴ تا ۱۳۸۹[۷]
- عبدالرسول پورعباس (عضو هیئت علمی دانشگاه صنعتی امیرکبیر) ۱۳۸۹ تا ۱۳۹۳[۸]
- مسعود شفیعی (عضو هیئت علمی دانشگاه صنعتی امیرکبیر) از ۱۳۹۳ تا ۱۳۹۴[۹]
- محمد اخباری (عضو هیئت علمی دانشگاه آزاد اسلامی) از ۱۳۹۴ تا ۱۳۹۵[۱۰]
- محمدحسین امید (عضو هیئت علمی دانشگاه تهران) از ۱۳۹۵ تا ۱۴۰۰
- حسین بلندی (عضو هیئت علمی دانشگاه علم و صنعت) از ۱۴۰۰ تا ۱۴۰۳
- محمدعلی اکبری (هیئت علمی دانشگاه ایلام) از ۱۴۰۳ تاکنون

## ثبت نام در دانشگاه جامع علمی کاربردی
ثبت نام در دانشگاه جامع علمی کاربردی در سایت سازمان سنجش کشور انجام می‌گیرد، دانشگاه علمی کاربردی در مقطع کاردانی، بر اساس سوابق تحصیلی و بدون کنکور بر اساس دو ورودی مهر و بهمن اقدام به پذیرش دانشجویان می‌نماید. داوطلبان براساس شرط معدل کتبی دیپلم وارد دانشگاه خواهند شد. دارا بودن مدرک دیپلم در یکی از گروه‌های، علوم تجربی، ریاضی، انسانی، فنی حرفه ای و کاردانش الزامی می‌باشد. عنوان مدرک داوطلب در نظر گرفته نمی‌شود و فقط معدل معیار پذیرش خواهد بود. زمان ثبت نام دانشگاه علمی کاربردی در شهریور و دی ماه هر سال می‌باشد.
ثبت نام دانشگاه علمی کاربردی صرفاً از طریق سایت سنجش انجام می‌گیرد و متقاضیان در زمان‌های مذکور می‌توانند در زمان ثبت نام دانشگاه علمی کاربردی وارد سایت سازمان سنجش شده و از طریق لینک ثبت نام مراکز علمی کاربردی ثبت نام خود را انجام دهند. همچنین ثبت نام در دانشگاه جامع علمی کاربردی در مقطع کارشناسی از طریق آزمون سراسری این دانشگاه انجام می‌پذیرد.